# OpenWrt
OpenWrt ist eine Linux-Distribution für eingebettete Systeme wie CPE-Router, Smartphones (z. B. Neo FreeRunner) oder Pocket-Computer (z. B. Ben NanoNote). OpenWrt bietet ein voll beschreibbares Dateisystem und beinhaltet den Paketmanager opkg. Das ist insbesondere für den Einsatz in CPE- und WLAN-Routern einzigartig. Die Paket-Quellen beinhalteten im August 2020 mehr als 15.000 Software-Pakete. Mit diesen kann der Router umfassend konfiguriert und um viele Funktionen erweitert werden, die von der Firmware des Geräteherstellers nicht unterstützt werden. OpenWrt Buildroot, das Werkzeug zum Erstellen eigener Images, ist ein stark modifiziertes Buildroot.
2024 wurde der in Teilen nach Open-Hardware-Kriterien entwickelte Wi-Fi-6-Router OpenWRT One vorgestellt, der mit Banana Pi und MediaTek entwickelt und gefertigt wird und unter anderem über AliExpress vertrieben wird.

## Grundfunktionalität
Die zum Herunterladen angebotene Basis-Entwickler-Firmware im Originalzustand, ohne Modifikationen („Vanilla“), bringt nach ihrer Installation alle elementaren Funktionen mit, die zum Betrieb im Netzwerk nötig sind: Netzwerkunterstützung, WLAN-Access Point, den minimalen DNS-Server dnsmasq sowie die Möglichkeit, eine PPP-Verbindung herzustellen. Durch die mitgelieferte Paketverwaltung lassen sich sehr einfach Funktionen wie VPNs mit OpenVPN oder VoIP mit Asterisk nachrüsten, außerdem sind auch exotischere Aufgaben wie Audioplayer umgesetzt. Durch die von den Entwicklern bereitgestellten Werkzeuge kann man selbst Programme für die OpenWrt-Umgebung erstellen und kompilieren. Im Gegensatz zu den meisten von den Herstellern mitgelieferten Firmware-Versionen lässt sich OpenWrt vom Anwender umfassend selbst konfigurieren, somit kann auch IPv6-Unterstützung im Netzwerk eingerichtet werden. Sämtliche in der Linux-Welt existierenden Werkzeuge zur Vermeidung von Netzwerküberlastung stehen zur Verfügung.

## Bedienung

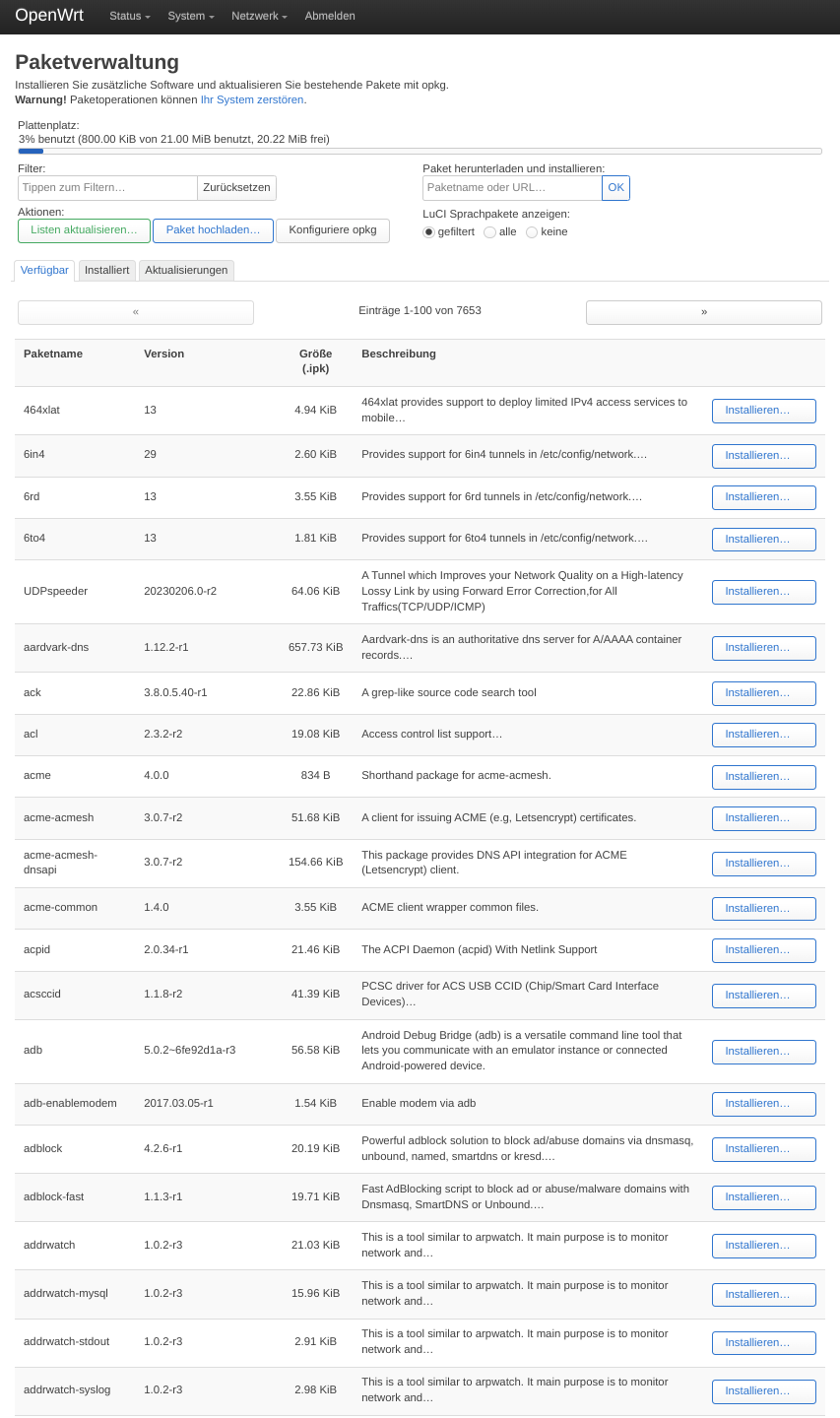
Die Weboberfläche LuCI mit Paketverwaltung

Auf Geräten ohne Bildschirm und Tastatur wird OpenWrt von einem im Netzwerk verbundenen Rechner aus über die Befehlszeile mittels telnet oder SSH bedient. Einstellungen werden dabei im Unified Configuration Interface (UCI) vorgenommen. Zur leichteren Verwaltung steht aber auch die grafische Weboberfläche LuCI zur Verfügung. Über einen Webbrowser können damit alle üblichen Einstellungen vorgenommen werden – beispielsweise Portweiterleitungen und DDNS-Einstellungen. Auch die Darstellung von Statistiken ist möglich. Eigens für Geräte mit Bildschirmen wurde das X Window System portiert.

### LuCI und uHTTPd
LuCI ist ein im Freifunk-Umfeld – unter der sogenannten Apache-Lizenz – entwickeltes Schwesterprojekt für eine erweiterbare Weboberfläche.
Hierbei kommt vornehmlich uHTTPd als Webserver zum Einsatz. uHTTPd ist single-threaded, unterstützt in-process Ausführung von Lua-Skripten und sicheren Zugriff via TLS.
Die Oberfläche ist in der Sprache Lua geschrieben und zudem sehr modular aufgebaut. LuCI lässt sich mit dem Paketverwalter opkg leicht einrichten (installieren) und bei Bedarf auch wieder entfernen (deinstallieren). Sie ist in 43 Sprachen verfügbar und unterstützt mit i18n die Erweiterung weiterer Sprachen. (Stand: Februar 2025)
Für das Release „White Russian“ 0.9 war damals eine weitere Oberfläche verfügbar: X-Wrt. Die Entwicklung wurde nach Auskunft des Hauptentwicklers Jeremy Collake im November 2012 während der Anpassung an „Kamikaze“ eingestellt.

## Geschichte

### Versionsgeschichte
| Version                                                                                        | Veröffentlichung | Revisions-Nr. | Bemerkungen / Neuerungen | Codename            |
| ---------------------------------------------------------------------------------------------- | ---------------- | ------------- | --- | ------------------- |
| –                                                                                              | 2004             |               | Erstausgabe | Stable Release      |
| RC 5                                                                                           | 26. März 2006    | r3494         | | White Russian       |
| RC 6                                                                                           | 7. Nov. 2006     | r5460         | | White Russian       |
| 0.9                                                                                            | 3. Feb. 2007     | r6268         | | White Russian       |
| 7.06                                                                                           | 5. Juni 2007     | r7428         | Neuentwicklung der Konfigurationsstruktur und anderer Bereiche | Kamikaze            |
| 7.07                                                                                           | 26. Juli 2007    |               | erweiterte Hardware-Unterstützung | Kamikaze            |
| 7.09                                                                                           | 30. Sep. 2007    | r8679         | Fehlerbehebungen für 7.07 | Kamikaze            |
| 8.09                                                                                           | 19. Feb. 2009    | r14547        | Paket-Aktualisierungen, Fehlerbehebungen, neue Weboberfläche, zusätzliche Hardwareunterstützung | Kamikaze            |
| 8.09.2                                                                                         | 10. Jan. 2010    | r18961        | | Kamikaze            |
| 10.03                                                                                          | 7. Apr. 2010     | r20742        | Linux-Kernel 2.6.32 LTS, zusätzliche Hardwareunterstützung, Bugfixes. Neue uClibc-Version (0.9.30). | Backfire            |
| 10.03.1                                                                                        | 21. Dez. 2011    | r29594        | Linux-Kernel 2.6.32 LTS, zusätzliche Hardwareunterstützung, Bugfixes | Backfire            |
| 12.09                                                                                          | 25. Apr. 2013    | r36088        | Linux-Kernel 3.3 mit CoDel siehe Network congestion avoidance, zusätzliche Hardwareunterstützung, diverse Verbesserungen der Firewall-Funktionalität und neuere WLAN-Treiber, Fehlerkorrekturen. Neue uClibc-Version (0.9.33.2). Nicht mehr unterstützt wird das Broadcom target (brcm-2.4). | Attitude Adjustment |
| 14.07                                                                                          | 2. Okt. 2014     | r42625        | Linux-Kernel 3.10, verbesserte und stark erweiterte IPv6-Unterstützung, procd als neues Init-, Hotplug- und Event-System | Barrier Breaker     |
| 15.05                                                                                          | 11. Sep. 2015    | r46767        | Linux-Kernel 3.18, neue Sicherheitsmerkmale z. B. Unterstützung von Jails, verbesserte Netzwerkunterstützung z. B. neue oder verbesserte Unterstützung für viele UMTS/LTE-Modems (bspw. MBIM, QMI, NCM, …), Smart Queue Management (SQM), Geräte und Gerätetreiber z. B. neues Subtarget für Mediatek 11ac SoC (mt7621), neues Target für Broadcom ARM BCM47xx/53xx-Chips (bcm53xx), Raspberry-Pi-2-Unterstützung (brcm2708), Unterstützung des BCM6318 und der BCM63268-Familie (brcm63xx). | Chaos Calmer        |
| 15.05.1                                                                                        | 16. März 2016    | r48532        | Linux-Kernel 3.18.23, zusätzliche Hardwareunterstützung, Bugfixes. | Chaos Calmer        |
| 18.06.0                                                                                        | 30. Juli 2018    | r7188         | Linux-Kernel 4.9.111 oder 4.14.52 (abhängig von Architektur), Spectre und Meltdown-Patches für ×86 und weitere Bugfixes | –                   |
| 18.06.1                                                                                        | 18. Aug. 2018    | r7258         | Linux-Kernel 4.9.120/4.14.63, Bugfixes | –                   |
| 18.06.2                                                                                        | 31. Jan. 2019    | r7676         | Linux-Kernel 4.9.152/4.14.95, Sicherheitsaktualisierungen | –                   |
| 18.06.4                                                                                        | 1. Juli 2019     | r7808         | Linux-Kernel 4.9.184/4.14.131, Sicherheitsaktualisierungen | –                   |
| 18.06.5                                                                                        | 11. Nov. 2019    | r7897         | Linux-Kernel 4.9.198/4.14.151, Sicherheitsaktualisierungen | –                   |
| 18.06.6                                                                                        | 6. Jan. 2020     | r7957         | Linux-Kernel 4.9.208/4.14.162, Sicherheitsaktualisierungen | –                   |
| 18.06.7                                                                                        | 31. Jan. 2020    | r7976         | Linux-Kernel 4.9.211/4.14.167, Sicherheitsaktualisierungen | –                   |
| 18.06.8                                                                                        | 6. März 2020     | r7989         | Linux-Kernel 4.9.214/4.14.171, Sicherheitsaktualisierungen | –                   |
| 19.07.0                                                                                        | 6. Jan. 2020     | r10860        | Linux-Kernel 4.14.162 (einheitlich für alle Architekturen), Beginn der Migration des Targets ar71xx zu Target ath79, Unterstützung von WPA3. | –                   |
| 19.07.1                                                                                        | 31. Jan. 2020    | r10911        | Linux-Kernel 4.14.167, Sicherheitsaktualisierungen | –                   |
| 19.07.2                                                                                        | 6. März 2020     | r10947        | Linux-Kernel 4.14.171, Sicherheitsaktualisierungen | –                   |
| 19.07.3                                                                                        | 20. Mai 2020     | r11063        | Linux-Kernel 4.14.180, Sicherheitsaktualisierungen | –                   |
| 19.07.4                                                                                        | 10. Sep. 2020    | r11208        | Linux-Kernel 4.14.195, Sicherheitsaktualisierungen | –                   |
| 19.07.5                                                                                        | 9. Dez. 2020     | r11257        | Linux-Kernel 4.14.209, Sicherheitsaktualisierungen | –                   |
| 19.07.6                                                                                        | 19. Jan. 2021    | r11278        | Linux-Kernel 4.14.215, Sicherheitsaktualisierungen | –                   |
| 19.07.7                                                                                        | 18. Feb. 2021    | r11306        | Linux-Kernel 4.14.221, Sicherheitsaktualisierungen | –                   |
| 19.07.8                                                                                        | 7. Aug. 2021     | r11364        | Linux-Kernel 4.14.241, Sicherheitsaktualisierungen | –                   |
| 21.02.0                                                                                        | 4. Sep. 2021     | r16279        | Linux-Kernel 5.4.143, WPA3, TLS und https nun Standard für Konfiguration des Gerätes, Beginn Umstellung von swconfig auf DSA für einige Architekturen, Minimalanforderungen für Geräte erhöht: 8 MB Flash und 64 MB RAM, Support für weitere Geräte hinzugefügt | –                   |
| 21.02.1                                                                                        | 25. Okt. 2021    | r16325        | Linux-Kernel 5.4.154, Bugfixes, Updates | –                   |
| 21.02.2                                                                                        | 25. Feb. 2022    | r16495        | Linux-Kernel 5.4.179, Bugfixes, Updates | –                   |
| 21.02.3                                                                                        | 20. Apr. 2022    | r16554        | Linux-Kernel 5.4.188, Security- und Bugfixes, Updates, Support für weitere Geräte hinzugefügt | –                   |
| 21.02.4                                                                                        | 12. Okt. 2022    | r16685        | Linux-Kernel 5.4.215, Security- und Bugfixes, Updates, Support für weitere Geräte hinzugefügt | –                   |
| 21.02.5                                                                                        | 17. Okt. 2022    | r16688        | Security fix | –                   |
| 21.02.6                                                                                        | 14. Apr. 2023    | r16842        | Linux-Kernel 5.4.238, Security- und Bugfixes, Updates | –                   |
| 21.02.7                                                                                        | 3. Mai 2023      | r16847        | Security- und Bugfixes, Update End of Support für OpenWRT 21.02.xx | –                   |
| 22.03.0                                                                                        | 6. Sep. 2022     | r19685        | Linux-Kernel 5.10.138, Dark Mode für LuCi, Firewall verwendet nftables statt iptables, Umstellung auf DSA für drei Architekturen fortgeführt, Support für 180 weitere Geräte hinzugefügt, Anpassung für Jahr-2038-Problem | –                   |
| 22.03.1                                                                                        | 12. Okt. 2022    | r19777        | Linux-Kernel 5.10.146, Security- und Bugfixes, Updates, Support für weitere Geräte hinzugefügt | –                   |
| 22.03.2                                                                                        | 17. Okt. 2022    | r19803        | Security- und Bugfixes, Updates, Support für ZyXEL NWA50AX hinzugefügt | –                   |
| 22.03.3                                                                                        | 9. Jan. 2023     | r20028        | Linux-Kernel 5.10.161, Security- und Bugfixes, Updates, Support für weitere Geräte hinzugefügt und verbessert | –                   |
| 22.03.4                                                                                        | 10. Apr. 2023    | r20123        | Linux-Kernel 5.10.176, Security- und Bugfixes, Updates, Support für weitere Geräte hinzugefügt | –                   |
| 22.03.5                                                                                        | 1. Mai 2023      | r20134        | Security- und Bugfixes, Updates, Support für einige Geräte verbessert | –                   |
| 23.05.0                                                                                        | 13. Okt. 2023    | r23497        | erster Freigabe der stabilen Version OpenWrt 23.05. Support für 200 weitere Geräte wurde hinzugefügt. Z. B. für Qualcomm IPQ807x Wifi 6, HiFive RISC-V, Mediatek Filogic 830 und 630 SoCs. VDSL support für AVM FRITZ!Box 7530; wechsel der Standard-Kryptobibliothek von wolfssl zu mbedtls. Unterstützung für in Rust geschriebene OpenWRT Pakete | –                   |
| 23.05.2                                                                                        | 15. Nov. 2023    | r23630        | erster Service-Release für OpenWrt 23.05. Bugfixes und Updates von Core-Komponenten z. B. auf Linux-Kernel 5.15.137, außerdem wurde der Support für weitere Geräte wie z. B. ASUS RT-AC3100 hinzugefügt Anmerkung: Die Version OpenWrt 23.05.1 wurde nie offiziell veröffentlicht, da im zugehörigen Freigabe-Verfahren Fehler entdeckt wurden. | –                   |
| 23.05.3                                                                                        | 25. März 2024    | r23809        | Service Release für OpenWrt 23.05. Security Fixes und Updates z. B. Linux-Kernel 5.15.150. Support für weitere Geräte wie z. B. GL.iNet GL-MT6000 hinzugefügt. | –                   |
| 23.05.4                                                                                        | 20. Juli 2024    | r24012        | Service Release für OpenWrt 23.05. Security Fixes und Updates z. B. Linux-Kernel 5.15.162. Support für weitere Geräte wie z. B. Huawei AP5030DN hinzugefügt. | –                   |
| 23.05.5                                                                                        | 25. Sep. 2024    | r24106        | Service Release für OpenWrt 23.05. Security Fixes und Updates z. B. Linux-Kernel 5.15.167. Support für einige Geräte verbessert. | –                   |
| 24.10.0                                                                                        | 6. Feb. 2025     | r28427        | Linux-Kernel 6.6.73, Unterstützung für Wifi 6 verbessert und erste Unterstützung für Wifi 7, TLS 1.3 standardmäßig aktiviert, Support für weitere Geräte wie z. B. OpenWrt One hinzugefügt | –                   |
| 24.10.1                                                                                        | 15. Apr. 2025    | r28597        | Linux-Kernel 6.6.86, Security- und Bugfixes, Updates, Support für weitere Geräte hinzugefügt | –                   |
| 24.10.2                                                                                        | 25. Juni 2025    | r28739        | Linux-Kernel 6.6.93, Security- und Bugfixes, Updates, Support für weitere Geräte hinzugefügt | –                   |
| Legende:Ältere Version; nicht mehr unterstütztÄltere Version; noch unterstütztAktuelle Version |                  |               | |                     |

### Entstehung
Im Juni 2003 stellten Andrew Miklas und weitere Programmierer fest, dass Linksys in ihrer Produktserie WRT54G den unter den Bestimmungen der GNU General Public License (GPL) veröffentlichten Quelltext des Linux-Kernels und anderer Software verwendete, ohne jedoch ihren modifizierten Quelltext der Allgemeinheit zur Verfügung zu stellen, wie es von der GPL verlangt wird. Nach einem mehrere Monate andauernden öffentlichen Appell an Linksys lenkte das Unternehmen schließlich größtenteils ein und veröffentlichte im Oktober 2003 fast den gesamten modifizierten Quelltext des WRT54G-Linuxkernels, bis auf den Treiber für den in dieser Routerserie verbauten Broadcom-WLAN-Chipsatz. Um den Druck auf Linksys und andere Routerhersteller zu erhöhen, gründete Harald Welte, der Hauptentwickler des Linux-Netzwerkmoduls Netfilter/iptables, infolgedessen die Initiative gpl-violations.org. Dadurch wurde es möglich, die von Linksys und später anderen Unternehmen veröffentlichte Software zu modifizieren und somit den Wünschen der Benutzer entsprechend anzupassen.

### Das erste „Stable Release“
Im Januar 2004 wurde schließlich die Linux-Distribution OpenWrt gegründet. OpenWrt konnte daher im Gegensatz zu vielen anderen damals entstandenen Firmware-Projekten auf den ursprünglichen Quelltexten aufbauen und brauchte dadurch weniger Reverse-Engineering zu betreiben. Bald darauf konnte die erste fertige Version mit dem einfachen Namen „stable release“ veröffentlicht werden, die wiederum von Netzwerkprojekten wie Freifunk und Sip@Home als Basis für ihre Firmware verwendet wurde und teils noch heute in Benutzung ist. Nachteilig am „stable release“ war jedoch, dass die Entwicklung an zu dem Zeitpunkt veraltete Versionen von Linux-Programmen gebunden war und darüber hinaus teilweise immer noch proprietäre Konfigurationsprogramme der originalen Linksys-Firmware benötigt wurden.

### „White-Russian“-Versionen
Anfang 2005 begannen – auch durch den Schwung neuer Mitarbeiter – die Arbeiten an einem neuen OpenWrt-Entwicklungszweig, der am 25. Juni 2005 nach einigen Monaten interner Entwicklung in einer ersten experimentellen, nach dem Cocktail White Russian „White Russian RC1“ benannten Version veröffentlicht wurde. White Russian nutzte ein neues von Buildroot2 des uClibc-Projekts abgeleitetes Buildsystem, das jedoch inzwischen mit diesem nur noch wenig gemeinsam hat. Viele der proprietären Programme der ursprünglichen Firmware wurden durch neugeschriebene freie Alternativen ersetzt, wie mtd, ein Programm, um den Flash-Speicher mit einer neuen Firmware zu beschreiben, die WLAN-Chip-Konfigurationsprogramme wlcompat und wificonf und Werkzeuge, um die VLAN-Funktion des internen Switches über das Proc-Dateisystem zu konfigurieren. Durch den Ansatz von OpenWrt, die offiziellen Linuxkernel-Quellen zu nutzen und nur modulare Patches und Treiber für die Netzwerkgeräte und Chips bereitzustellen, wurde es möglich, auch weitere Geräte neben der WRT54G-Serie unter OpenWrt zu betreiben.
Im März 2006 konfrontierte das OpenWrt-Projekt das kalifornische Softwareunternehmen Sveasoft nach länger anhaltendem Unmut über dessen Softwareveröffentlichungspraxis mit dem Vorwurf, dass dieses entgegen den Bestimmungen der GPL seine von OpenWrt abgeleitete Firmware nicht ebenfalls im Quelltext frei zugänglich machte, und entzog ihm nach den entsprechenden Regelungen der GPL das Recht, weiterhin von OpenWrt abgeleitete Software zu vertreiben, bis es der Aufforderung zur Freigabe seiner modifizierten Quelltexte nachkäme. Sveasoft behauptete zunächst, dass die betreffenden Versionen lediglich Vorabversionen für einen kleinen Kreis von Betatestern gewesen seien, und argumentierte später weiter, dass OpenWrt unberechtigterweise Teile von Sveasofts Modifikationen in das OpenWrt-Projekt kopiert habe. Die GPL enthält jedoch keine Ausnahmeregelung für Vorabversionen, und sobald von Dritten abgeleitete Werke außerhalb des Unternehmens verteilt werden, müssen diese Modifikationen entweder unter derselben Freizügigkeit freigegeben oder der Vertrieb dieser Software mit sofortiger Wirkung eingestellt werden. Sveasoft machte daraufhin das Angebot, jedem Kunden von Sveasoft auf dessen explizite Anfrage hin den Quelltext der von diesem Kunden benutzten Sveasoftfirmware zuzusenden. Der Konflikt konnte jedoch nicht abschließend gelöst werden.
Die letzte veröffentlichte Version des White-Russian-Zweigs war „White Russian 0.9“ am 30. Januar 2007, zu einer Zeit, als die Entwicklung an der Nachfolgerlinie „Kamikaze“ bereits in vollem Gange war. Etliche neue Funktionen dieser Nachfolgerversion werden aber auch als Backport („Rückübertragung“) für „White Russian“ zur Verfügung gestellt, so dass auch Benutzer dieser älteren Versionen diese ebenfalls nutzen können.

### „Kamikaze“-Versionen
Während der Entwicklung von White Russian wurde man zunehmend mit einigen Teilen dieser Entwicklungslinie unzufrieden, insbesondere die Konfiguration des Routers über einzelne Variablen in einem extra NVRAM stieß auf Kritik, weswegen man für die angepeilte Version 1.0 von OpenWrt einen neuen Entwicklungszweig mit dem Codenamen „Kamikaze“, benannt nach einem alkoholischen Cocktail aus Wodka, Cointreau und Zitronensaft, mit grundlegenden Veränderungen begann. So läuft die Konfiguration in Kamikaze, wie unter anderen Linuxdistributionen üblich, über einfache Textdateien innerhalb des Ordners /etc. Auch andere Bereiche des Systems wurden umfassend überarbeitet bzw. neu entwickelt.
Die erneute zweite Entwicklungslinie vor der Veröffentlichung einer Version 1.0, die im Unixbereich traditionellerweise nicht die erste veröffentlichte Version, sondern die erste Version mit dem ursprünglich beabsichtigten Funktionsumfang darstellt, führte innerhalb des OpenWrt-Projekts zu Streit über den Projektfortgang, so dass sich der Softwareentwickler Waldemar Brodkorb zu einer Abspaltung entschloss und am 31. Mai 2006 zur Gründung des aktuell nicht mehr weiterentwickelten Projekts FreeWRT aufrief. Die Gründe für seine Abspaltung waren eine seiner Ansicht nach schlecht gestaltete, mit veralteter und verstreuter Dokumentation wenig hilfreiche Website des OpenWrt-Projekts, unregelmäßige Veröffentlichungen neuer OpenWrt-Versionen, mangelnde projektinterne Kommunikation und sein schlussendlich erfolgter Ausschluss aus OpenWrt.
Am 5. Juni 2007 wurde schließlich die erste stabile Version der Kamikaze-Reihe mit der Versionsnummer 7.06 veröffentlicht. Die Versionsnummer wurde dabei nach dem von der Linux-Distribution Ubuntu eingeführten Schema, statt fortwährend zu zählen, aus der letzten Stelle des Veröffentlichungsjahres 2007 und des Veröffentlichungsmonats Juni (06) gebildet. Kamikaze 7.06 beinhaltet neben dem neuen Konfigurationsschema über Textdateien ein neu geschriebenes Buildsystem zur Erstellung der Distribution und einzelner neuer Pakete und unterstützt jetzt insgesamt 8 verschiedene Hardware-Plattformen. Daneben vollzog es für alle Plattformen bis auf die mit Broadcom-WLAN-Chipsatz, bei der man aus Stabilitätsgründen noch auf die alten proprietären Broadcomtreiber für den Linuxkernel Version 2.4 angewiesen ist, den Wechsel auf den Linuxkernel in der Version 2.6.
Einen Monat später erschien die Version 7.07. Umfangreiche Überarbeitungen machen sich in besseren WLAN-Treibern, verkürzter Startzeit und besserer Stabilität bemerkbar. Auch stieg die Zahl der unterstützten Architekturen von acht auf zehn. Version 7.09 behob zwei Monate später einige aufgetretene Fehler.
Am 4. November 2008 ist der erste „Release Candidate“ der Version 8.09 erschienen. Unter anderem enthält es eine neue Weboberfläche namens LuCI.

### „Backfire“-Versionen
OpenWrt-Backfire ist nach einem alkoholischen Cocktail aus Kaffeelikör, Irish Cream, und Wodka benannt. Am 3. März 2010 wurde die erste Beta-Version Ausgabe der OpenWrt „Backfire“-Version veröffentlicht. Allgemeine Verbesserungen und die Unterstützung von mehr embedded devices, Routern, Smartphones ist das Ziel für die gesamte Linie. Das endgültige „Backfire“-Release 10.03 ist seit dem 6. April 2010 verfügbar. Seit Dezember 2011 ist die stabile und verbesserte Version Backfire 10.03.1 die aktuelle Version.

### „Attitude Adjustment 12.09“
Am 25. April 2013 wurde die neue Version 12.09 Attitude Adjustment freigegeben. Nicht mehr unterstützt wird die veraltete Portierung mit Broadcom 47xx-Boards, basierend auf dem Linux-Kernel 2.4 Broadcom target (brcm-2.4). Geräte mit nur 16 MB RAM sind für die neue OpenWrt-Version nicht mehr geeignet. Es wird für Geräte der Chipsatzfamilie Broadcom bcm47xx empfohlen, OpenWrt-'Backfire' mit brcm-2.4 zu benutzen.

### „Barrier Breaker 14.07“
Im September 2014 wurde die Version 14.07 Barrier Breaker veröffentlicht, Linux-Kernel ist 3.10

### „Chaos Calmer 15.05“
Im September 2015 wurde die Version 15.05 Chaos Calmer veröffentlicht, Linux-Kernel ist 3.18

### „Reboot 17.01“ (LEDE)
Während der Abspaltung des LEDE-Projekts, erschien dort mit der Version 17.01.0 am 22. Februar 2017 die erste Version auf dem Linux-Kernel 4.4. Ihr folgte im kurzen Abstand ein weiteres Minor Release, welches aktiv durch das wiedervereinigte OpenWrt-Projekt in Form von Sicherheitsaktualisierungen gepflegt wird.
Diese LEDE-Releases finden insbesondere Einsatz in den Freifunk-Communities und dem dafür häufig genutzten Gluon-Framework.

#### Versionsgeschichte der LEDE Releases
| Version | Veröffentlichung  | Revisionsnummer | Bemerkungen / Neuerungen                                                             |
| ------- | ----------------- | --------------- | ------------------------------------------------------------------------------------ |
| 17.01.0 | 22. Feb. 2017     | r3205           | Erste Release-Version                                                                |
| 17.01.1 | 19. Apr. 2017     | r3316           | Kernel 4.4.61, Fehlerbehebungen und Verbesserungen                                   |
| 17.01.2 | 12. Juni 2017     | r3435           | Kernel 4.4.71, Sicherheitsaktualisierungen                                           |
| 17.01.3 | 3. Okt. 2017      | r3534           | Kernel 4.4.89, Sicherheitsaktualisierungen, Images ab 4. Oktober 2017                |
| 17.01.4 | 18. Okt. 2017     | r3560           | Kernel 4.4.92, Sicherheitsaktualisierungen (KRACK, soweit serverseitig adressierbar) |
| 17.01.5 | 17. Juli 2018     | r3919           | Kernel 4.4.140, Sicherheitsaktualisierungen                                          |
| 17.01.6 | 3. September 2018 | r3979           | Kernel 4.4.153, Sicherheitsaktualisierungen                                          |
| 17.01.7 | 21. Juni 2019     | r4030           | Kernel 4.4.182, Sicherheitsaktualisierungen                                          |

### OpenWrt 18.06
Die Ende Juli 2018 erschienene Version 18.06 ist die erste Version von OpenWrt nach der Wiedervereinigung mit dem LEDE-Projekt. Die Kernel-Version ist abhängig von der Architektur entweder 4.9 oder 4.14.

## OpenWrt Spin-Off LEDE Project
Linux Embedded Development Environment (LEDE) ist ein Fork des OpenWrt-Projekts. Es entstand Mitte 2016, als die meisten aktiven Kernentwickler das Projekt OpenWrt verließen und das Spinoff-Projekt gründeten. Es produzierte erfolgreich das vielgenutzte Release 17.01 und wurde zu Beginn des Jahres 2018 wieder mit dem Ursprungsprojekt zusammengeführt.

### Abspaltung von LEDE
Eine Gruppe von OpenWrt-Entwicklern spaltete sich im Mai 2016 ab und führte ihre Arbeit unter dem neuen Projekt LEDE weiter. Als Begründung nannten sie die immer kleiner werdende Gruppe der Kernentwickler, die fehlenden Bemühungen, weitere Entwickler zu gewinnen und die fehlende Transparenz. Das LEDE-Team zielte vor allem auf einen zuverlässigen Release-Zyklus und transparente Entscheidungsprozesse ab.
Das LEDE Project basiert auf einem Code-Fork der OpenWrt-Version 15.05 und hat daher von Beginn an dieselbe Hardwarebasis unterstützt. Die Weiterentwicklung bei OpenWrt kam infolge des Entwicklerschwunds weitestgehend zum Stillstand.

### LEDE Releases und Einsatz
Im Februar 2017 stellte das LEDE Project ein erstes eigenes Release vor (LEDE-Version 17.01). Dieses setzt gegenüber OpenWrt 15.05 einige interne Verbesserungen und neue Sicherheitsfeatures im Code um.

### Zweck von LEDE
Ähnlich dem OpenWrt-Projekt ist LEDE ein vollständiger Ersatz für die Original-Firmware einer ganzen Reihe von WLAN-Routern und anderen Geräten. Es erzielt hierbei besonders Offenheit, Erweiterbarkeit und Sicherheit. Router-Hardware wird hierdurch flexibler einsetzbar und ist teilweise die einzige Möglichkeit alte Geräte noch mit aktueller Firmware zu betreiben, die auch von einer viel größeren Entwicklerschaft geprüft und abgesichert werden kann. Letzteres ist besonders bei Sicherheitslücken in verwendeten Softwarebibliotheken oder Protokollen wichtig, da die Original-Firmware der Hardware-Hersteller seltener und nur wenige Jahre gepflegt wird.

### Einsatz von LEDE
LEDE basiert auf Linux und profitiert somit auch von der Erweiterbarkeit. Dies wiederum ermöglicht neben dem direkten Einsatz auch die Nutzung als Plattform für weitere Projekte. So basiert das Gluon-Framework zur Erstellung der Firmwares vieler Freifunk-Communities ab der Version 2017.1 auf LEDE 17.01. Hiermit erlangen alte WLAN-Router Mesh-Funktionen, die erst Jahre später von einigen Geräte-Herstellern bei ihren Geräten eingeführt wurden.

### Zusammenführung mit OpenWrt
Im Mai 2017 startete eine Diskussion der LEDE-Entwickler und der verbliebenen OpenWrt-Entwickler über eine Wiederannäherung und Code-Reintegration der beiden Projekte.
Ende Juni 2017 wurde das positive Ergebnis der Abstimmung über die Reintegration bekanntgegeben.
Im Januar 2018 wurde bekannt gegeben, dass OpenWrt und LEDE zusammengeführt werden. Entwickler von LEDE und OpenWrt werden gemeinsam nach den Richtlinien von LEDE an dem Projekt arbeiten.
Künftige Releases erscheinen wieder unter dem Namen OpenWrt.
Als Ergebnis der Wiedervereinigung wurde vereinbart, die Grundlagen der gemeinsamen Zusammenarbeit des LEDE-Projekts für OpenWrt zu übernehmen. Sie stellen besonders die gleichen Rechte aller Committer in den Vordergrund und beenden den Sonderstatus von Kernentwicklern.

## Weitere Derivate
Neben der (ehemaligen) LEDE-Abspaltung gibt und gab es noch weitere speziell angepasste Versionen und auf OpenWrt basierende Distributionen.

### Aktiv
- LibreCMC ist eine OpenWrt-Abspaltung ohne BLOBs sowie ohne proprietäre Bestandteile und wird von der Free Software Foundation empfohlen.[96]
- Fast alle Firmware-Pakete, die von einzelnen Freifunk-Communities angeboten werden, wie zum Beispiel die häufig eingesetzte Gluon-Firmware,[97][98] bauen auf OpenWrt auf.
- Midge,[99] eine speziell auf ADM5120-basierte Router angepasste Variante.
- Gargoyle,[100] welches auf seine grafische Oberfläche und ausgefeilte Quota-Regelungen besonderen Wert legt.
- Eine weitere Abspaltung ist Linino für den Arduino YÚN und Linino One.

### Eingestellt
- FreeWRT (wird nicht mehr weiterentwickelt).
- PacketProtector[101] (wird nicht mehr weiterentwickelt), ein um diverse Firewallsoftware wie IDS, IPS, VPN und Antivirenprogramme ergänztes und angepasstes OpenWrt.